# 钨酸镍
钨酸镍是一种无机化合物，化学式为NiWO4。它是黄色调的固体，其具体颜色和合成方法或处理方法有关。

## 制备及性质
钨酸镍可由硝酸镍和钨酸钠反应得到：
{\displaystyle {\mathsf {Ni(NO_{3})_{2}+Na_{2}WO_{4}\ {\xrightarrow {}}\ NiWO_{4}\downarrow +2NaNO_{3}}}}
从溶液中沉淀出的钨酸镍为绿色固体，它加热失水后逐渐变黄。它在700 °C发生相变。